# Naturschutzgebiet Bruchwaldparzellen nördlich Amecke
Das Naturschutzgebiet Bruchwaldparzellen nördlich Amecke mit einer Größe von 3,1 ha liegt bei Amecke im Stadtgebiet von Sundern (Sauerland) im Hochsauerlandkreis. Das Gebiet wurde 1993 mit dem Landschaftsplan Sundern durch den Kreistag des Hochsauerlandkreises erstmals als Naturschutzgebiet (NSG) mit einer Flächengröße von 2,7 ha ausgewiesen. Bei der Neuaufstellung des Landschaftsplaners Sundern wurde das NSG erneut ausgewiesen und vergrößert. Das NSG besteht aus vier Teilflächen. Das NSG grenzt direkt an das Landschaftsschutzgebiet Sundern an. Die südliche Teilfläche grenzt an die Bebauung mit dem ehemaligen Freibad Amecke.

## Schutzzweck
Im NSG soll den Erlenbruch mit Artinventar schützen. Wie bei allen Naturschutzgebieten in Deutschland wurde in der Schutzausweisung darauf hingewiesen, dass das Gebiet „wegen der Seltenheit, besonderen Eigenart und Schönheit des Gebietes“ zum Naturschutzgebiet wurde.